# Sarah Bovy
Sarah Bovy, född den 15 maj 1989 i Bryssel är en belgisk racerförare.